# Дон Карлос Бјуел
Дон Карлос Бјуел (енгл. Don Carlos Buell, 1818-1898), истакнути генерал Уније у Америчком грађанском рату.

## Војна служба
Са почетком грађанског рата, Бјуел је служио под командом генерала Хенри Халека, врховног команданта војске Уније у сливу Мисисипија, на Западном ратишту. У фебруару 1862. постављен је за команданта свих трупа на линији Луисвил-Мансфордсвил, које су чиниле јужно крило војске Уније на Западу. У садејству са генералом Грантом учествовао је у заузимању Нешвила (престонице Тенесија), а командовао је претходницом у бици код Шајлоа (6-7. априла 1862). Средином августа, војска Конфедерације под Бракстоном Брагом (око 50.000 бораца) покушала је да заузме Охајо. Бјуел их је потукао у бици код Перивила (средином октобра 1862) и натерао на повлачење.